# Борго Лавандара (Алесандрија)
Борго Лавандара је насеље у Италији у округу Алесандрија, региону Пијемонт.
Према процени из 2011. у насељу је живело 32 становника. Насеље се налази на надморској висини од 169 м.